# Johannesburg Indoor 1973
Il Johannesburg Indoor 1973 è stato un torneo di tennis giocato sul cemento. È stata la 1ª edizione del torneo, che fa parte del World Championship Tennis 1973. Si è giocato a Johannesburg in Sudafrica dal 16 al 23 aprile 1973.

## Campioni

### Singolare maschile
Brian Gottfried ha battuto in finale  Jaime Fillol per walkover

### Doppio maschile
Robert Lutz /  Stan Smith hanno battuto in finale  Frew Donald McMillan /  Allan Stone con il punteggio di 6–1, 6–4, 6–4